# KAQ-1
KAQ-1
- 用途：ターゲット・ドローン
- 製造者：川崎重工業
- 運用者：アメリカ合衆国, 日本
- 初飛行：1950年代
- 運用状況：生産終了

KAQ-1はラジコン操作式の無人ターゲット・ドローンである。72馬力エンジンにより最大速度は350km/h(220mph)、また航続距離は最大で400km以上(250マイル)を飛行することができる。

## 目的
KAQ-1の主たる目的は空対空ミサイルおよび地対空砲の射撃訓練用である。KAQ-1はランプから規定の高度へ射出され、破壊される場合はエンジンにマウントされたパラシュートでエンジン部が降下し修理･再利用される。
1950年代から日本とアメリカにて運用されていた。

## 諸元
データはキャッスル航空博物館のWebページより

### 全般
- 乗員:なし
- 長さ:3.66m
- 翼幅:3.51m
- 高さ:0.79m
- 最大離陸重量:155kg
- エンジン:72馬力 McCullough 4318A

### 性能
- 最高速度:350 km/h
- 実用上昇限度:N/A
- 航続距離:441 km

### 武装
なし